# Micrabraxas nigromacularia
Micrabraxas nigromacularia är en fjärilsart som beskrevs av John Henry Leech 1897. Micrabraxas nigromacularia ingår i släktet Micrabraxas och familjen mätare. Inga underarter finns listade i Catalogue of Life.